# Burial Chamber Trio
A Burial Chamber Trio háromtagú, amerikai doom metal zenekar. Tagjai: Greg Anderson, Csihar Attila és Oren Ambarchi. Greg és Attila a Sunn O)))-ban játszanak, de Attila a norvég black metal együttes, a Mayhem énekese is. Az együttes egy nagylemezt és egy EP-t dobott piacra. 2006-ban alakultak meg. Akad egy hasonló jellegű doom metal trió is, Gravetemple néven, ugyanezzel a felállással, csak ott Greg Anderson helyett a Sunn O))) másik tagja, Stephen O'Malley játszik.

## Tagok
- Csihar Attila - ének (2006-)
- Greg Anderson - gitár, basszusgitár (2006-)
- Oren Ambarchi - gitár (2006-)

## Diszkográfia
- Burial Chamber Trio (stúdióalbum, 2007)
- WVRM (koncertalbum/EP, 2007)